# Christine Darden
Christine Darden   (Monroe, 10 de setembre de 1942) (nascuda Christine Mann) és una matemàtica, analista de dades i enginyera aeronàutica estatunidenca que va dedicar gran part dels seus 40 anys de carrera en aerodinàmica a la NASA en la recerca dels vols supersònics i l'bang sònic. Té un postgrau en matemàtiques i va ensenyar a la Universitat Estatal de Virgínia abans de començar a treballar al Centre de Recerca de Langley l'any 1967. Va obtenir un doctorat en enginyeria a la Universitat George Washington al 1983 i ha publicat nombrosos articles en el seu camp. Va ser la primera dona afroamericana al Centre de Recerca de Langley de la NASA a ser promoguda a «Sènior Executive Service», el rang més alt en el servei civil federal.
Darden és un dels investigadors que apareixen en el llibre «Hidden Figures: The American Dream and the Untold Story of the Black Women Mathematicians Who Helped Win the Space Race (2016)», una història d'algunes de les dones afroamericanes influents en les matemàtiques i en l'enginyeria de la NASA de mitjan segle xx, de Margot Lee Shetterly.

## Biografia
Christine Mann va néixer el 10 de setembre de 1942 a Monroe, Carolina del Nord. La seva mare Desma Cheney era mestra d'escola i el seu pare Noah Horace Mann Sr. productor d'assegurances. Els seus pares la van animar a buscar una educació de qualitat. A partir dels tres anys, Darden va ser alumne de la seva pròpia mare i als quatre anys, Darden va començar l'eduació infantil. Durant l'escola primària, Darden s'entretenia desmuntant i reconstruint objectes mecànics com ara la seva bicicleta. Darden va acabar els seus últims dos anys d'escola primària a l'«Allen High School», un internat a Asheville, Carolina del Nord.
Es va graduar com la millor alumna de la seva classe al 1958 rebent posteriorment una beca per estudiar a la Universitat de Hampton, una universitat històricament afroamericana coneguda llavors com l'Institut Hampton. Durant els seus estudis allà, va participar en algunes de les primeres protestes del Moviment Afroamericà pels Drets Civils. També va participar en diverses segudes d'estudiants al costat dels seus altres companys negres. Mann es va graduar a Hampton amb una llicenciatura en matemàtiques l'any 1962. També va obtenir una certificació d'ensenyament i va ensenyar matemàtiques a l'escola secundària durant un breu temps.
Al 1963, Mann es va casar amb Walter L. Darden Jr., un professor de ciències de secundària. L'any 1965 es va convertir en assistent de recerca en el «Virgínia State College», estudiant física d'aerosols. Al Virgínia State, Darden va obtenir un postgrau al 1967 i hi va ensenyar matemàtiques.
Aquell mateix any va ser contractada per la NASA com a analista de dades al Centre de Recerca de Langley. Darden va començar en el «grup de computadores», realitzant càlculs com una computadora per a enginyers. Ella va començar a automatitzar el procés escrivint programari de computadora.
Després de passar a una recerca més aeronàutica, al 1973, Darden va tenir un ascens com a enginyera aeroespacial. Els seus primers descobriments en la dècada de 1960 i 1970 van donar com a resultat una revolució en el disseny aerodinàmic per reduir el bang sònic. El 1983, Darden va obtenir un doctorat en enginyeria a la Universitat George Washington.
L'any 1989, Darden va ser nomenada líder del «Sonic Boom Team», una filial del Programa de Recerca d'Alta Velocitat («HSR» per les seves sigles en anglès). En el Sonic Boom Team, va treballar en dissenys per disminuir els efectes negatius dels bangs sònics, com la contaminació acústica i l'esgotament de la capa d'ozó. El seu equip va provar nous dissenys d'ales i morros per a avions supersònics. Darden va dissenyar un programa de computadora per simular els bangs sònics.
El programa va ser cancel·lat pel govern al febrer de 1998. Un article de 1998 publicat per Darden descriu el programa com enfocat a «les tecnologies necessàries per al desenvolupament d'un transport civil d'alta velocitat, sostenible amb el medi ambient i econòmicament viable». Darden va escriure més de 50 articles en el camp general del disseny aeronàutic, especialitzant-se en el disseny de flux supersònic i els flaps, així com en la predicció i minimització dels bangs sònics.

## Les «computadores humanes» de la NASA
L'any 1935, les primeres dones matemàtiques afroamericanes van ser contractades com a computadores humanes per la NASA, llavors coneguda com a «NACA» (Comitè Nacional Assessor d'Aeronàutica). Atès que molts homes lluitaven a l'estranger en la Segona Guerra Mundial, es van donar més oportunitats d'ocupació tant a les dones blanques com a les afroamericanes. L'últim grup de computadores es va conèixer com les «West Area Computers», en referència a la seva oficina segregada. Les computadores humanes van realitzar càlculs per donar suport a la recerca sobre el vol amb avió i, més tard, en els coets. Atès que a l'estat de Virgínia, on es va situar el Centre de Recerca de Langley, hi havia segregació racial, es van seguir les lleis de Jim Crow en les instal·lacions, que es troben a prop de Hampton. Això va canviar després de la Llei de Drets Civils de 1964 que va prohibir la segregació.
El grup, que en una ocasió estava encarregat de processar les dades recopilades de les proves de vol, en la dècada de 1940 havia guanyat la reputació de ser format per "computadores humanes", que eren essencials per al funcionament de la NASA. Durant les dècades de 1950 i 1960, moltes d'aquestes dones van tenir l'oportunitat de formar-se com a tècniques i enginyeres.
Darden va començar a treballar en el grup de computadores l'any 1967, després d'haver completat un postgrau en matemàtiques a la Universitat Estatal de Virgínia i d'haver-hi fet classes. En aquells moments, les computadores s'utilitzaven cada vegada més per als càlculs complexos com a suport en l'enginyeria i en el disseny. Darden va deixar el grup de computadores al 1989 per ocupar un lloc d'enginyera, treballant en la disminució del bang sònic en el vol supersònic. Va obtenir el doctorat l'any 1983 (amb el suport de la NASA) i es va fer coneguda per la seva recerca com «una de les expertes més destacades de la NASA en vol supersònic i bang sònic». Darden va ser ascendida a gerent i es va convertir en la primera dona afroamericana a Langley a ser «Sènior Executive Service», el rang més alt en el servei civil federal.
El març de 2007, Darden es va retirar de la NASA com a directora de l'Oficina de Comunicació Estratègica i Educació.

## Premis
L'any 1985, Darden va rebre el Premi a l'assoliment tècnic del Dr. AT Weathers de l'Associació Tècnica Nacional. Va rebre un Premi Candace de la Coalició Nacional de 100 Dones Negres al 1987. Va rebre tres Certificats d'acompliment excel·lent del «Langley Research Center»: als anys 1989, 1991 i 1992.
El 28 de gener de 2018, Darden va rebre el Premi de Ciutadania Presidencial a la Universitat de Hampton en reconeixement de la seva contribució i servei.
Darden va rebre un títol honorari de la Universitat Estatal de Carolina del Nord el 19 de desembre de 2018.